# Felipe Fraga

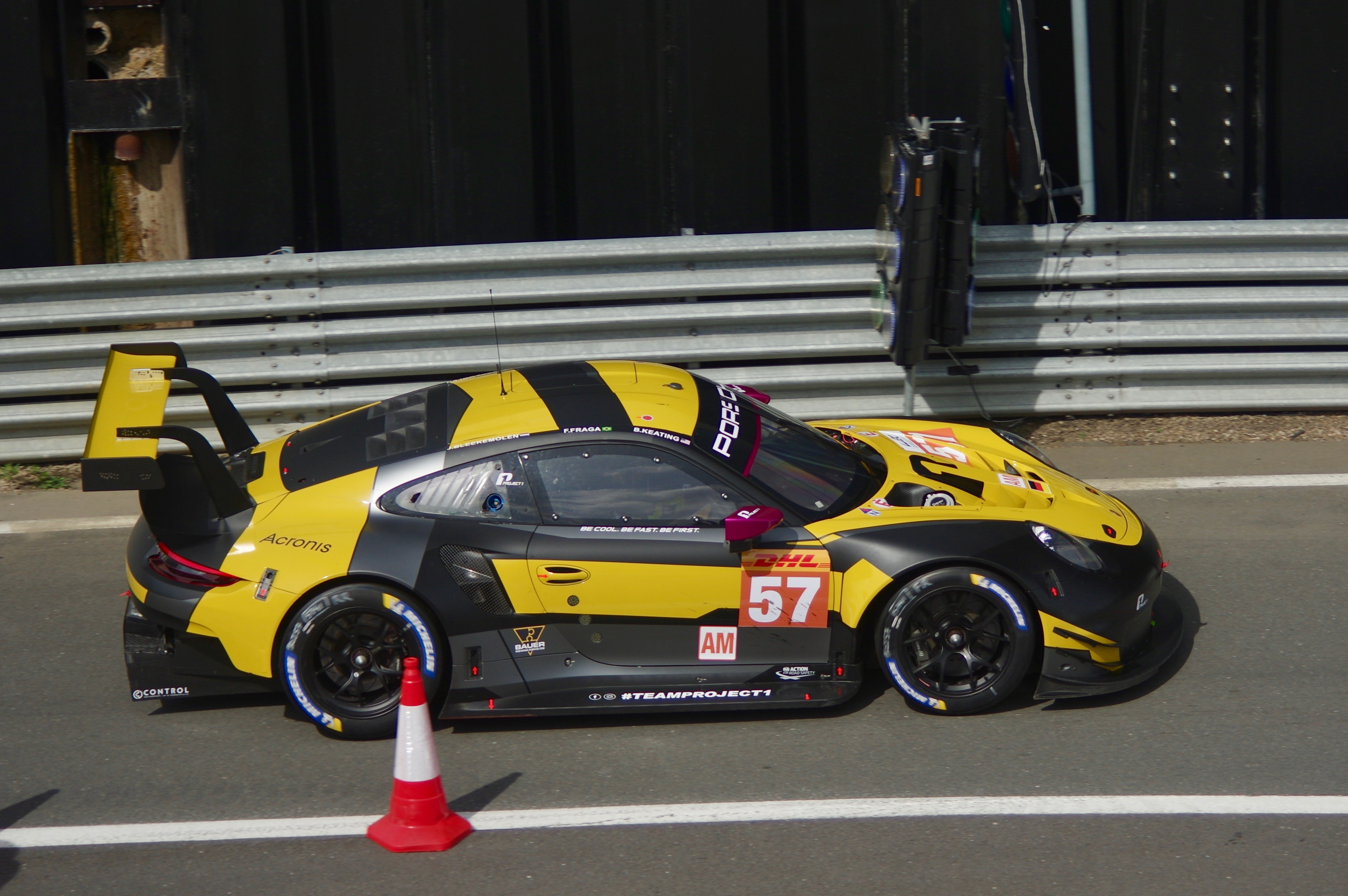
Felipe Fraga op Silverstone in 2019.

Felipe Fraga (Jacundá, 3 juli 1995) is een Braziliaans autocoureur. In 2016 werd hij kampioen in de Stock Car Brasil.

## Carrière
Fraga begon zijn autosportcarrière in het karting in 2006. In 2008 werd hij kampioen in de TaG Junior-klasse van de SKUSA SuperNationals XII. In 2009 won hij de ICC Junior-klasse van het Pan-Amerikaans kampioenschap karten, terwijl hij in 2010 Braziliaans kampioen werd. In 2011 stapte hij over naar Europa en nam hij deel aan het CIK-FIA European KZ2 Championship, waarin hij op plaats 21 eindigde.
In 2012 stapte Fraga over naar het formuleracing en debuteerde hij in de Formule Renault 2.0 Alps voor het team Tech 1 Racing. Hij behaalde twee podiumplaatsen op het Circuit de Pau-Ville en het Circuit de Barcelona-Catalunya en werd met 52 punten negende in de eindstand. Daarnaast reed hij ook in vier raceweekenden van de Eurocup Formule Renault 2.0, waarin hij eveneens met een derde plaats in Barcelona zijn beste resultaat behaalde en met 21 punten achttiende werd.
In 2013 keerde Fraga terug naar Brazilië en nam hij deel aan het Campeonato Brasileiro de Turismo voor het team W2 Racing. Hij won vier races op het Autódromo Internacional Nelson Piquet, het Autódromo Internacional de Cascavel, het Ribeirão Preto Street Circuit en het Autódromo Internacional de Curitiba en werd met 160 punten gekroond tot kampioen in de klasse. Ook reed hij in twee races van de Top Race V6, met een zevende plaats op het Autódromo Termas de Río Hondo als beste resultaat.
In 2014 stapte Fraga over naar de Stock Car Brasil, waarin hij voor Vogel Motorsport in een Chevrolet Sonic reed. Hij won direct zijn debuutrace op het Autódromo José Carlos Pace en voegde hier op het Autódromo Internacional Ayrton Senna een tweede zege aan toe. Ook stond hij laat in het jaar op het Salvador Street Circuit ook op het podium. Met 104 punten werd hij vijftiende in het klassement.
In 2015 stapte Fraga over naar Voxx Racing en reed hier in een Peugeot 408. Hij behaalde een zege op het Autódromo Internacional Orlando Moura en stond op het Autódromo Internacional de Tarumã en op Interlagos op het podium. Met 159 punten steeg hij naar de negende plaats in de eindstand. Daarnaast kwam hij dat jaar uit in de Blancpain Endurance Series, waarin hij voor het BMW Sports Trophy Team Brasil een BMW Z4 GT3 deelde met Cacá Bueno en Sérgio Jimenez. Met twee dertiende plaatsen op het Circuit Paul Ricard en in de 24 uur van Spa-Francorchamps als beste resultaten eindigde hij met 8 punten op plaats 22 in het kampioenschap.
In 2016 reed Fraga voor Cimed Racing in het Stock Car Brasil Championship in een Peugeot 408. Hij kende een zeer succesvol seizoen met vijf overwinningen op het Autódromo Internacional de Santa Cruz do Sul, Interlagos, het Autódromo Internacional Ayrton Senna, Curitiba en het Circuito dos Cristais. In de rest van het seizoen stond hij nog driemaal op het podium en met 310 punten werd hij gekroond tot kampioen in de klasse, met vijftien punten voorsprong op voormalig Formule 1-coureur Rubens Barrichello.
In 2017 stapte Fraga over naar het Cimed Racing Team, een ander team dan Cimed Racing waar hij in 2016 voor reed, en reed hier in een Chevrolet Cruze, nadat Peugeot zich terugtrok uit de klasse. Hij won vier races op het Velopark, Cristais, het Autódromo Velo Città en het Autódromo Oscar y Juan Gálvez. Dit waren tevens zijn enige podiumfinishes van het seizoen en in de rest van de races eindigde hij nooit hoger dan een vierde plaats. Met 250 punten werd hij zesde in de eindstand. In 2018 won hij drie races op Curitiba, Orlando Moura en Velo Città en stond hij hiernaast nog viermaal op het podium. Met 310 punten werd hij achter Daniel Serra tweede in het klassement.
In 2019 won Fraga drie races in de Stock Car Brasil op het Velopark, Cascavel en Goiânia. Met 313 punten werd hij achter Serra, Thiago Camilo en Ricardo Maurício vierde in het klassement. Dat jaar debuteerde hij tevens in de 24 uur van Daytona, waarin hij in de GTD-klasse voor het team Mercedes-AMG Team Riley Motorsports een Mercedes-AMG GT3 deelde met Jeroen Bleekemolen, Ben Keating en Luca Stolz. Het team werd zesde in hun klasse. Tevens werd hij met Keating en Bleekemolen vijfde in de 12 uren van Sebring. Ook reed hij in de Blancpain GT Series Endurance Cup voor AKKA ASP Team en deelde een auto met Nico Bastian en Timur Boguslavskiy. Zij namen deel aan de Silver Cup en wonnen hierin drie races op het Autodromo Nazionale Monza, Paul Ricard en Barcelona, waardoor zij met 142 punten overtuigend kampioen werden.
In het seizoen 2019-2020 debuteerde Fraga in de LMGTE Am-klasse van het FIA World Endurance Championship (WEC) voor het Team Project 1. Samen met Bleekemolen en Keating reed hij in vijf van de acht races, waarin hij op de Fuji Speedway zijn eerste podiumfinish behaalde. Met 32,5 punten werd hij zeventiende in de eindstand. Verder reed hij in 2020 in de GT World Challenge Europe Endurance Cup voor Mercedes-AMG Team AKKA ASP naast Boguslavskiy en Raffaele Marciello. Hij nam deel aan drie van de vier races en behaalde podiumplaatsen op het Autodromo Enzo e Dino Ferrari en de Nürburgring. Met 52 punten werd hij vijfde in het kampioenschap.
In 2021 reed Fraga in het WEC voor TF Sport in de LMGTE Am-klasse en deelde hier een Aston Martin Vantage AMR met Keating en Dylan Pereira. Zij wonnen een van de twee races op het Bahrain International Circuit en behaalden daarnaast podiumplaatsen op het Circuit de Spa-Francorchamps en de 24 uur van Le Mans. Met 90,5 punten werd het team tweede in de eindstand. Daarnaast reed hij in zes van de zeven races van de LMP3-klasse van het IMSA SportsCar Championship, waarin hij voor Riley Motorsports de auto deelde met Gar Robinson. Hij won twee races op Watkins Glen International en een op zowel de Mid-Ohio Sports Car Course als op Road Atlanta. Met 1846 werd hij vierde in het kampioenschap. Verder reed hij voor AKKA ASP in drie van de vijf races van de GT World Challenge Europe Endurance Cup, waarin hij met Marciello en Jules Gounon een zege behaalde in de seizoensfinale in Barcelona en met 44 punten zevende werd in het klassement.
In 2022 debuteerde Fraga in de DTM en reed voor het team Red Bull AF Corse in een Ferrari 488 GT3 Evo 2020. Op de Norisring behaalde hij zijn eerste overwinning in dit kampioenschap. Dat jaar reed hij tevens in de LMGTE Pro-klasse van de 24 uur van Le Mans en deelde voor Riley Motorsports een auto met Sam Bird en Shane van Gisbergen. Het trio eindigde in deze klasse als vijfde.